# Śródmieście-Północ
Śródmieście-Północ – osiedle administracyjne Szczecina, będące jednostką pomocniczą miasta, położone w Śródmieściu. Osiedle ograniczone jest ulicami: Wielkopolską i Jacka Malczewskiego (od południa), Jana Matejki i Gontyny (od wschodu), Emilii Plater, Stanisława Staszica i Piotra Skargi (od północy) oraz Piotra Wawrzyniaka, fragmentem ul. A. Mickiewicza i 5 lipca (od zachodu).
Według danych z 2022 na osiedlu mieszkało 10 460 osób.
Ta część miasta została przyłączona do Szczecina w 1875. Najbardziej reprezentacyjną częścią osiedla jest plac Jasne Błonia.
Budynki osiedla:
- Urząd Miasta Szczecin
- Sejmik Województwa Zachodniopomorskiego
- Powiatowy Urząd Pracy i II Urząd Skarbowy
- Szpitale: Rehabilitacyjny św. Karola Boromeusza i Wojskowy
- kamienica dawnych Zakładów Przemysłu Odzieżowego „Dana”
- budynek Zespołu Szkół Budowlanych przy ul. Niedziałkowskiego
- budynek oddziału szczecińskiego Telewizji Polskiej i Polskiego Radia
- część wydziałów Uniwersytetu Szczecińskiego i Zachodniopomorskiego Uniwersytetu Technologicznego
- konsulat Republiki Czeskiej (ul. Monte Cassino 27)
- kamienica przy ul. Ofiar Oświęcimia 10

Z osiedla Głębokie przez Park Kasprowicza oraz Jasne Błonia i al. Jana Pawła II w kierunku Starego Miasta prowadzi najdłuższa w mieście znakowana droga rowerowa.

## Samorząd mieszkańców
Rada Osiedla Śródmieście-Północ liczy 15 członków. W wyborach do rad osiedli 20 maja 2007 udział wzięło 172 głosujących, co stanowiło frekwencję na poziomie 1,42% (jedna z najniższych spośród osiedli Szczecina). W wyborach do rady osiedla 13 kwietnia 2003 udział wzięło 169 głosujących, co stanowiło frekwencję 1,45% (jedna z najniższych spośród osiedli Szczecina).
Samorząd osiedla Śródmieście-Północ został ustanowiony w 1990.

## Galeria

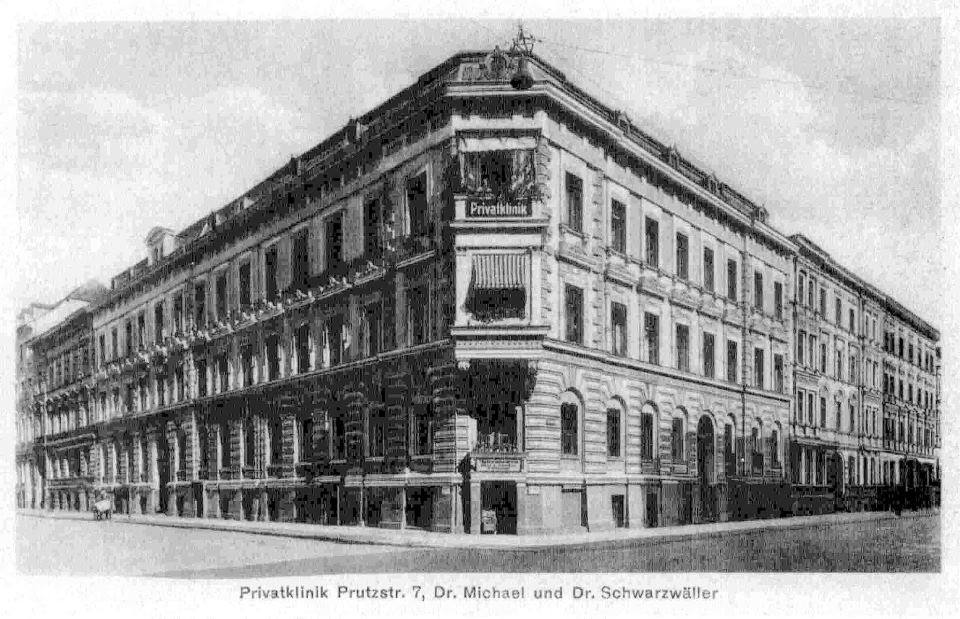
Narożnik nieistniejących ulic Borysza i Cysterskiej
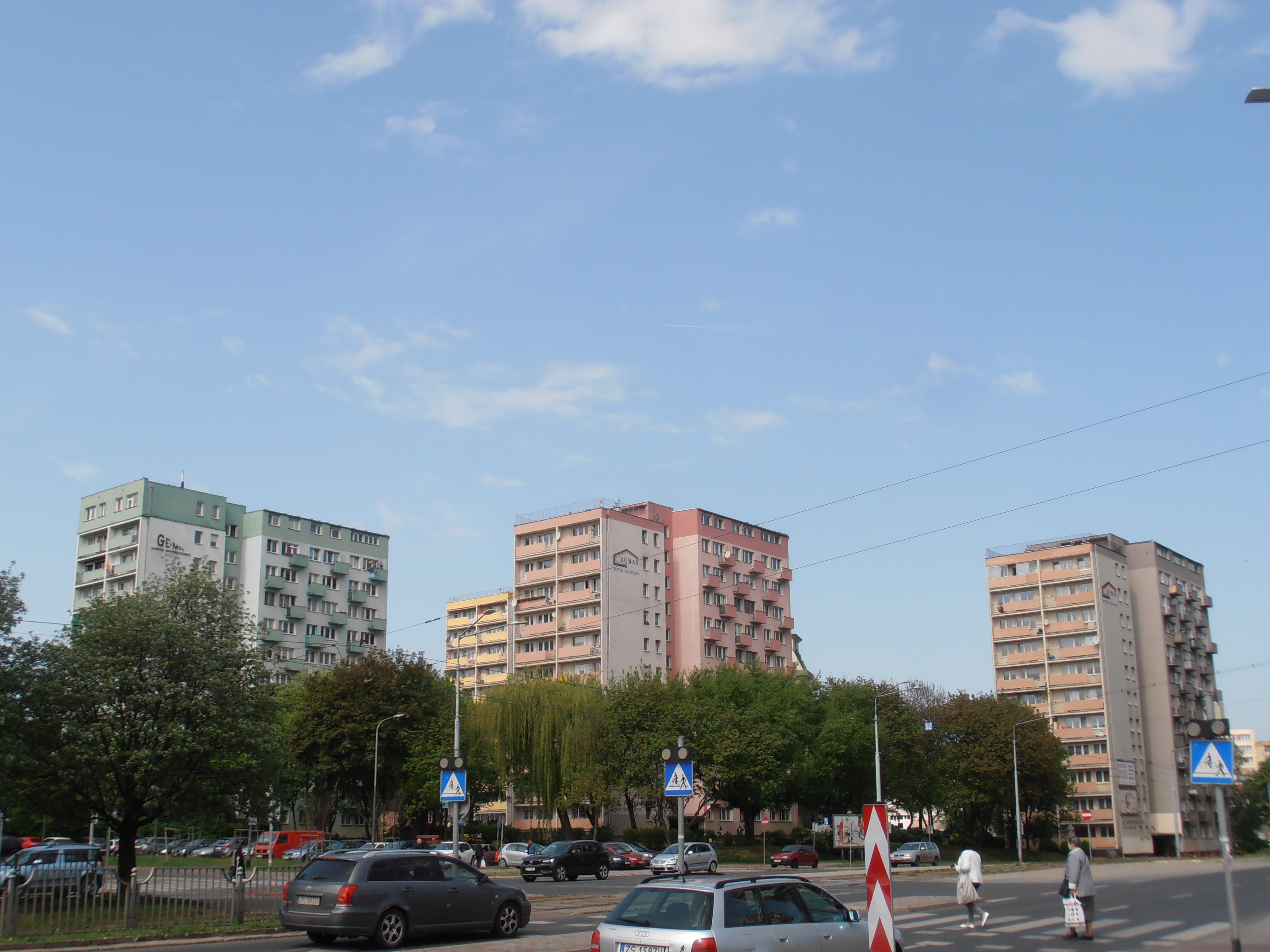
Bloki mieszkalne przy alei Wyzwolenia
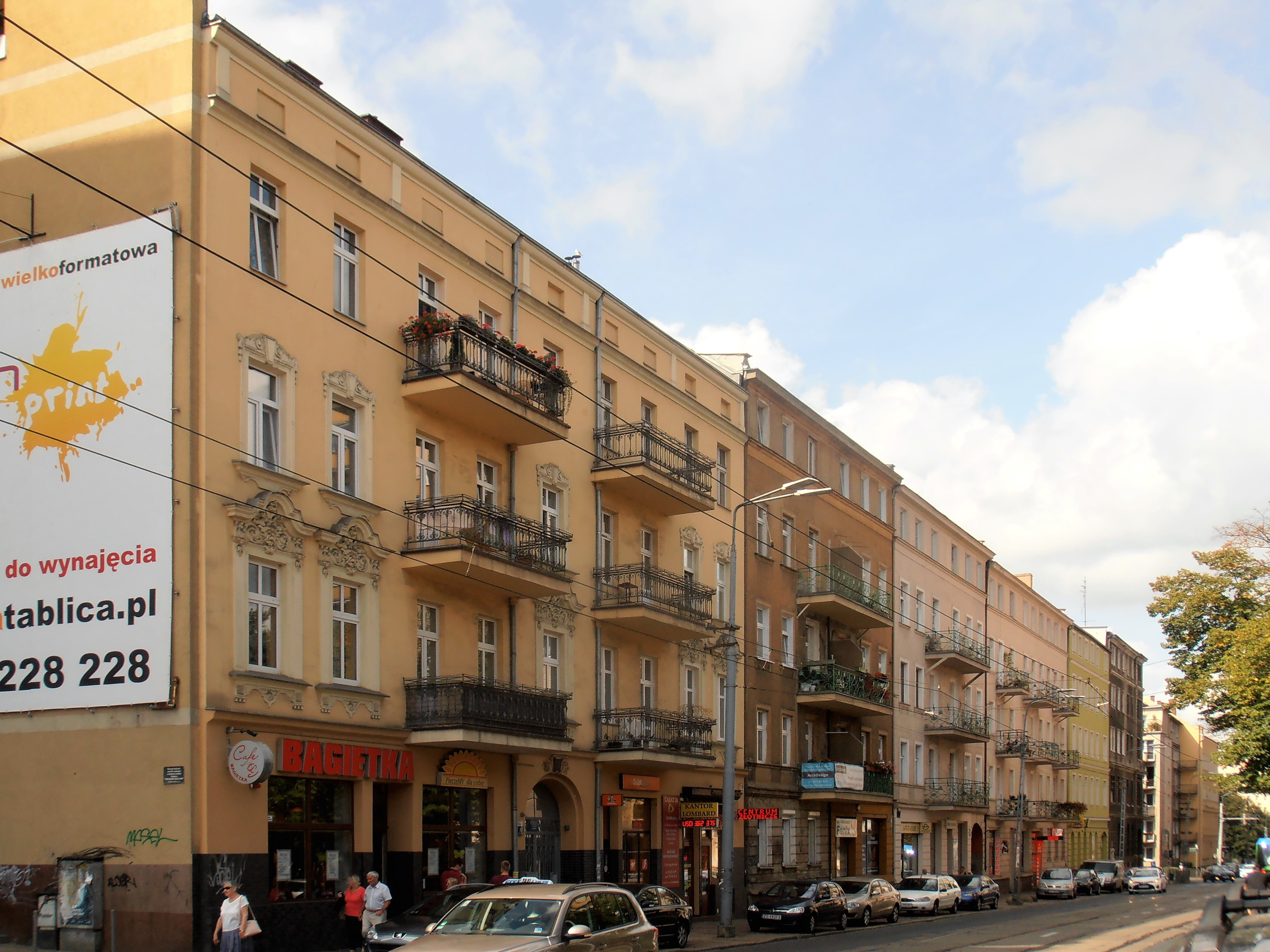
Aleja Wyzwolenia
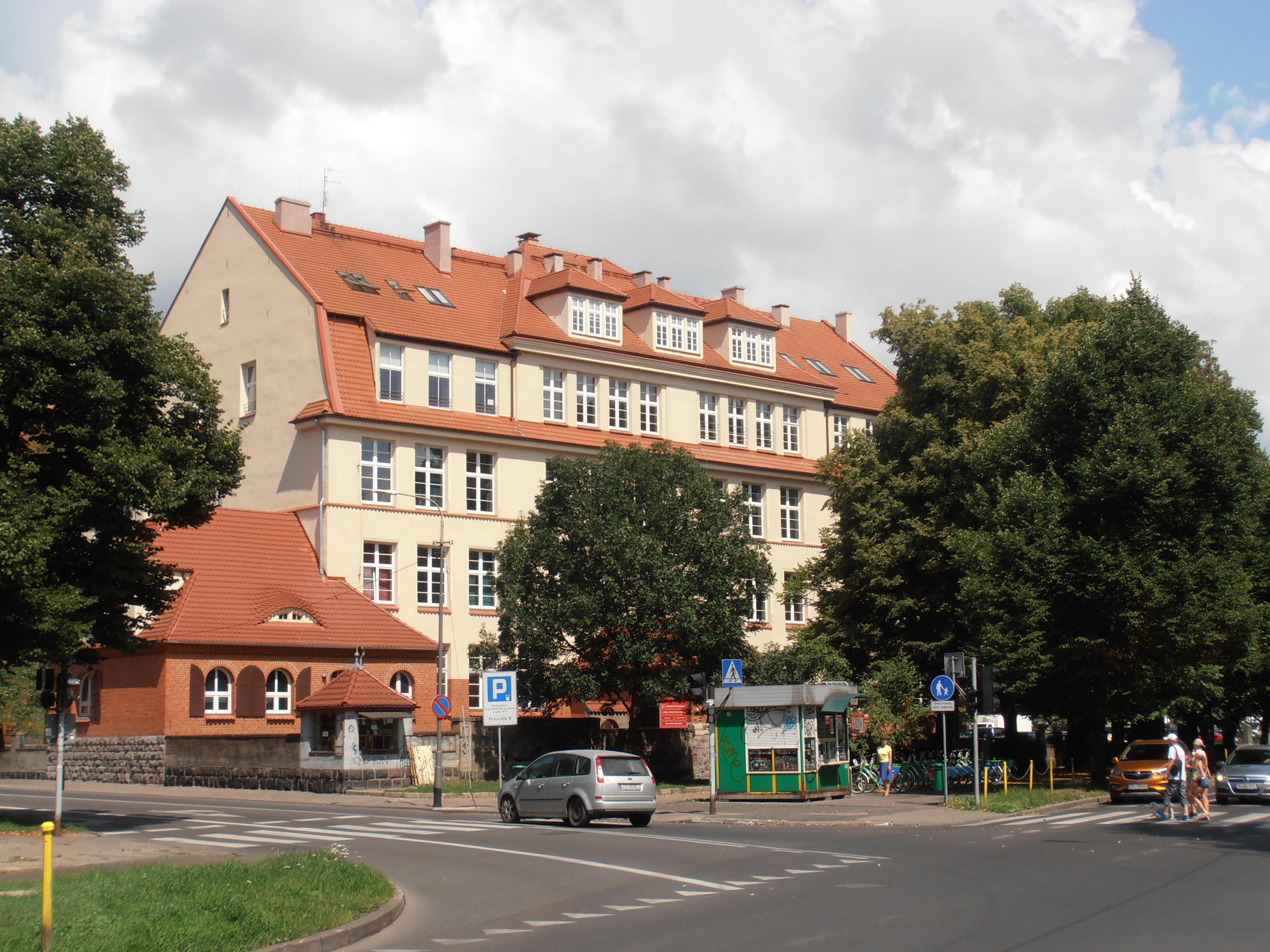
Wydział Matematyczno-Fizyczny Uniwersytetu Szczecińskiego
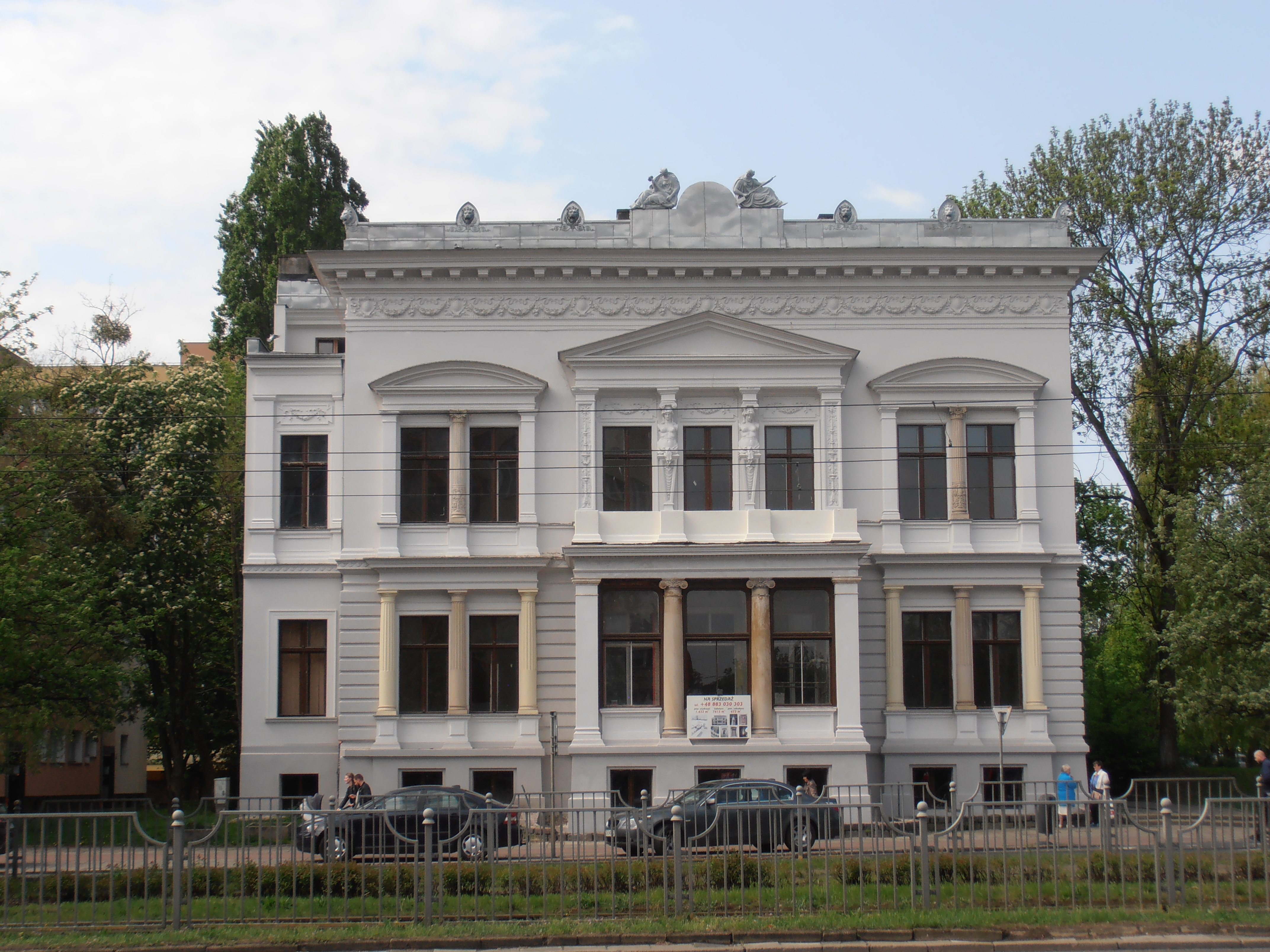
Willa przy al. Wyzwolenia 73
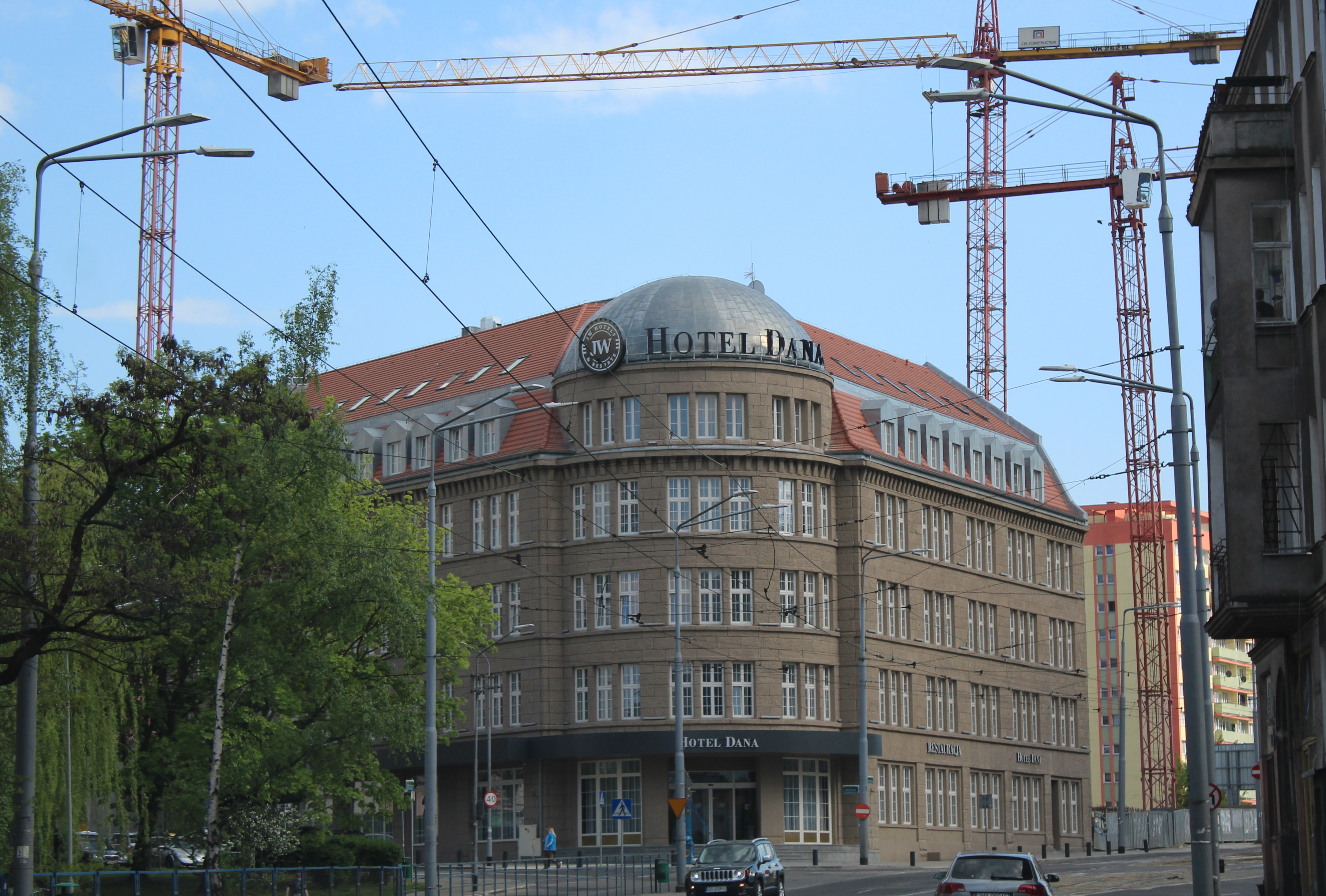
Kamienica dawnych zakładów odzieżowych Dana (obecnie siedziba Hotelu Dana)
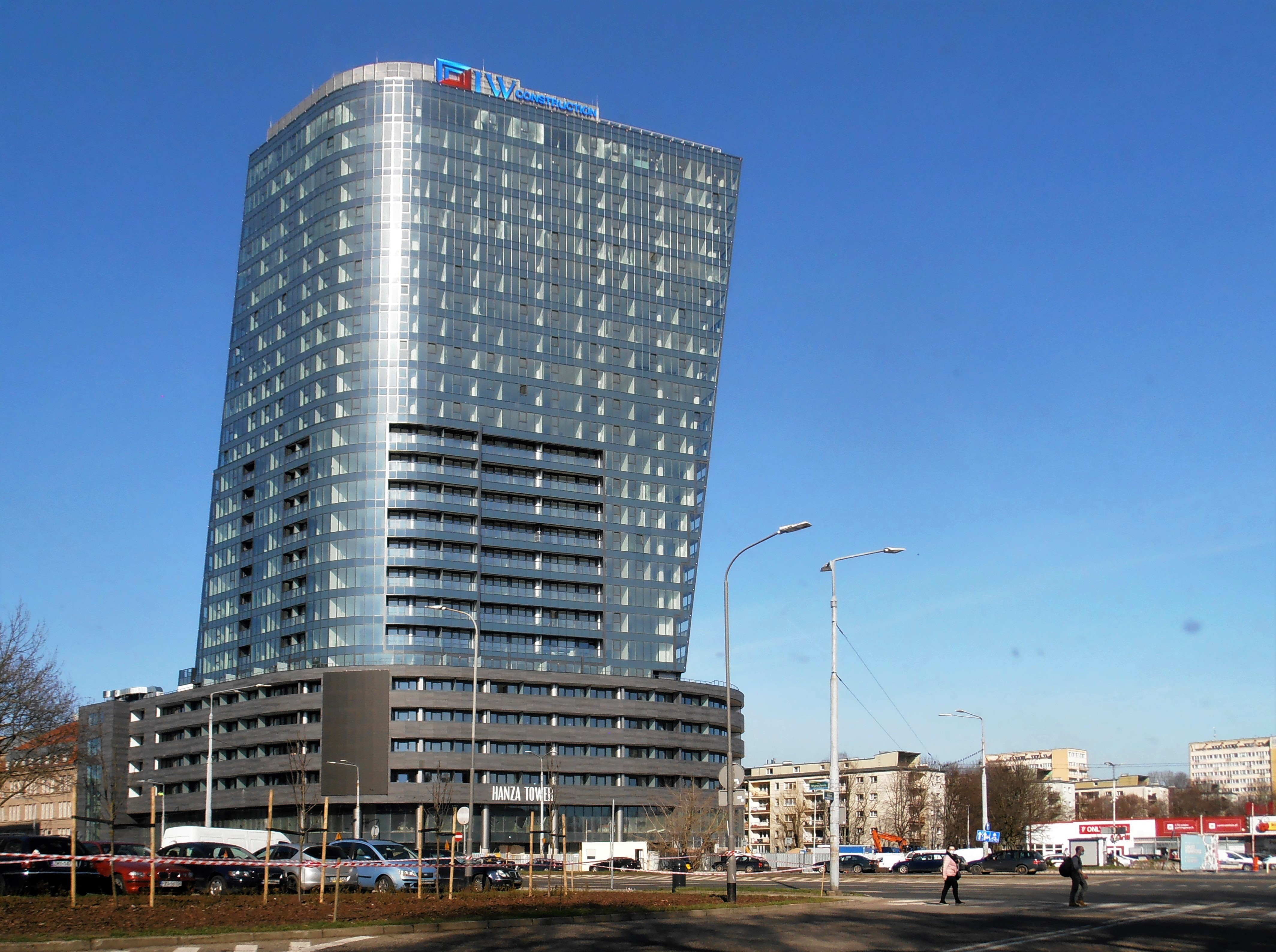
Hanza Tower
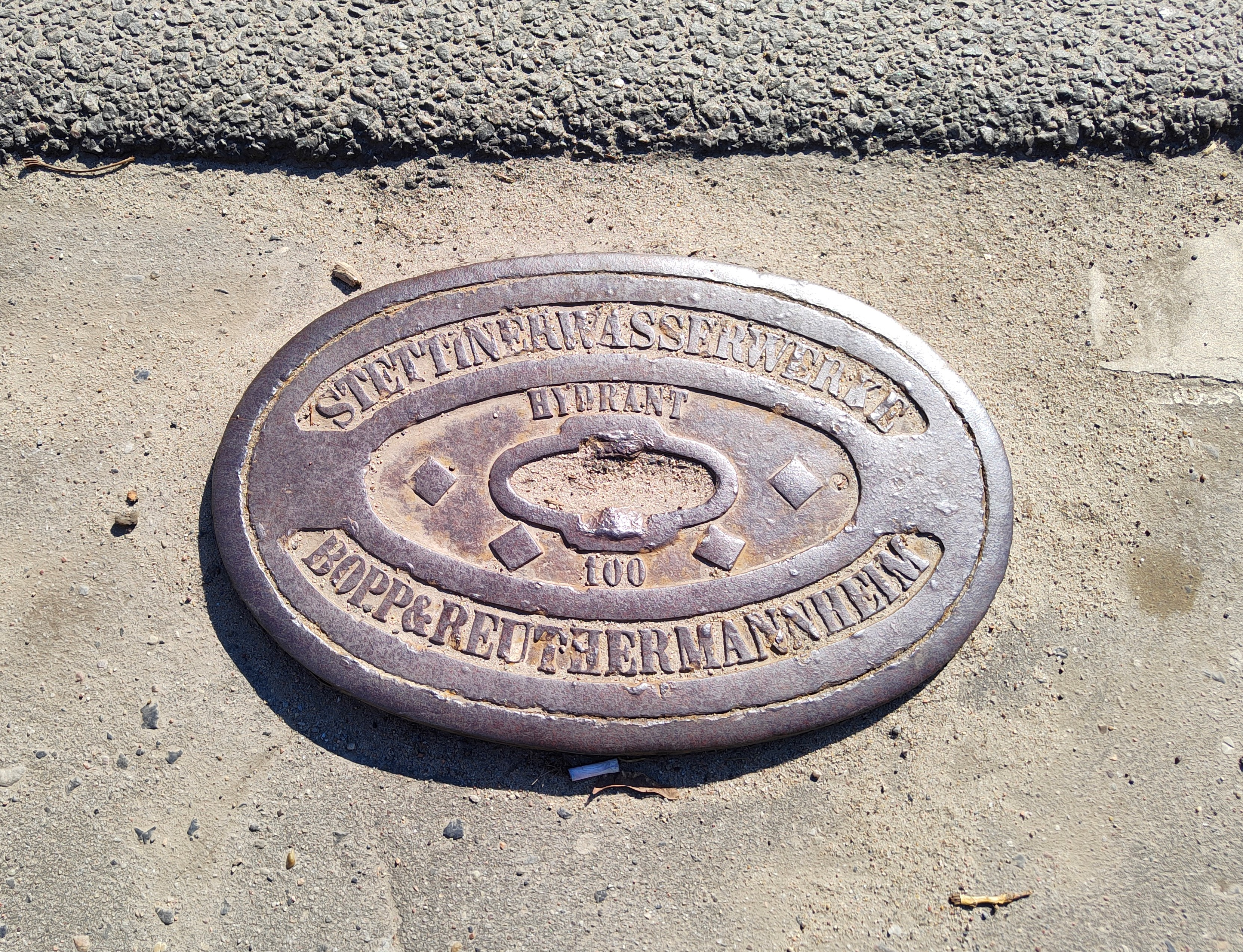
Przedwojenny hydrant na ul. Piotra Skargi przed 109. Szpitalem Wojskowym.